# Хрид (Ново Горажде)
Хрид је насељено мјесто у општини Ново Горажде, Република Српска, БиХ. Према попису становништва из 1991. у насељу је живјело 24 становника.

## Становништво
| Националност | 1991. | 1981. | 1971. | 1961. |
| Срби         | 24    | 26    | 43    | 76    |
| Муслимани    |       |       | 1     |       |
| непознато    |       |       |       |       |
| Укупно       | 24    | 26    | 44    | 76    |

| Демографија | Демографија | Демографија |
| Година      | Становника  | Становника  |
| ----------- | ----------- | ----------- |
| 1961.       | 76          |             |
| 1971.       | 44          |             |
| 1981.       | 26          |             |
| 1991.       | 24          |             |